# Девапала (Гуджара-Пратіхара)
Девапала — індійський магараджахіраджа з династії Гуджара-Пратіхари.

## Життєпис
Син магараджахіраджи Магіпали I. Посів трон 948 року після свого рідного або стриєчного брата Махендрапали II. Його панування збіглося з піднесенням раджпутського роду Чандела на чолі з Ясовараманом, якого назвали «палаючим вогнем для Гурджара» Останній захопив фортецю Каланджара, звідки став контролювати мідні копальні в Барі. Предметом суперечки є факт, чи власне Девапала втратив це місто, або Чандела відвоювали його в Раштракутів, а потім не повернули Девапалі, а той змирився з цим, що свідчить про втрату авторитету Гуджара-Пратіхарів. Також мусив визнати незалежність раджпутського клану Гухілотів.
Згодом під тиском Ясовармана передав тому священне зображення з храму в Каннауджі, яке його предки отримали з Кашміру або Тибету. Помер або був повалений 954 року. Йому спадкував небіж Вінаякапала.